# Erebia banacensis
Erebia banacensis är en fjärilsart som beskrevs av Franz Dannehl 1933. Erebia banacensis ingår i släktet Erebia och familjen praktfjärilar. Inga underarter finns listade i Catalogue of Life.